# Evropský management
Evropský management je definován jako "mezikulturní, společenský management, založený na interdisciplinárním přístupu" a má tři charakteristiky:
1. Evropský management ve svém přístupu vyžaduje zohlednění kulturních rozdílů v Evropě a jejich vliv na obchodní praxi, stanovení společných kulturních hodnot a rozdílů v různém organizačním prostředí a zvyklostech v managementu.
2. Principy managementu mají napříč Evropou opory, které jsou silně společenské povahy.[3]
3. U evropských manažerů se vyžaduje vysoká přizpůsobivost kvůli různému právnímu, společenskému, politickému a ekonomickému kontextu napříč Evropou. Tato přizpůsobivost souvisí se schopností osvojit si interdisciplinární přístup. [4]

Evropský management je často v rozporu s americkou nebo japonskou kulturou managementu. Zatímco Američani daleko snadněji pracují s rizikem, Evropané se spíše snaží o stabilitu vedoucí k méně příležitostem s nižším finančním prospěchem. Evropský přístup je často pokládán za přístup, jenž dosahuje větší rovnováhy mezi ekonomickou efektivitou a společenskými aspekty. 